# 文字電話

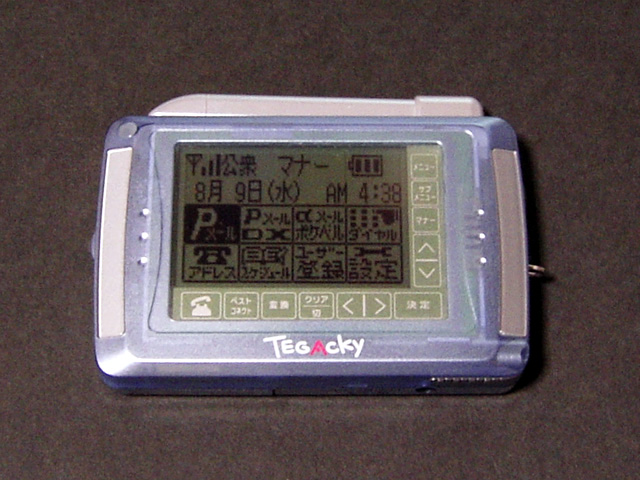
「TEGAKCY」PM-T101（東芝）

文字電話（もじでんわ）は、ウィルコム（旧・DDIポケット）がPHS網を利用して提供していたメッセージ専用サービス及びその端末のことである。

## 概要
1999年2月、DDIポケット（当時）がサービスを開始した。
文字や手描きイラスト等のやり取りに特化しており、音声通話やパケット通信は利用出来ない。Pメール、PメールDX対応の一般PHS端末とのメールやインターネットメールの送受信が可能。また、PメールDXのシステムを利用した各種情報サービスや文字電話端末間のチャットの他、αメールの送信、ポケットベルへのメッセージ送信、クイックダイアルなど音声ガイダンスサービスの再生が可能である。
文字電話対応の料金プランは、専用端末でのみ契約が可能である。しかしサービスの始まった1999年に3機種が登場して以降新しい端末は発売されていない。また、端末の販売も終了している。2010年12月31日をもって、文字電話向けの料金コースへの新規受け付けを終了した。さらに2012年2月29日をもってサービスを終了する見込みであったが延長し、最終的には、ガードバンド移行に伴い、旧来の帯域にしか対応していないPHSが使えなくなった時期に合わせる形で、2012年4月30日をもって終了した。

## 端末
- 東芝
  - PM-T101「TEGACKY」（テガッキー）　1999年2月発売
- カシオ
  - PM-C101「Me-Tel」（メーテル）　1999年4月発売
- トミー
  - 手描きPipi（東芝製PM-T101のOEM）

## CMキャラクター
- チューヤン
- ビビアン・スー(共演）